# Schwules Museum
Schwules Museum (Gay Museum) är ett HBTQ museum i Berlin som öppnade 1985. Det är världens första gaymuseum och är fortfarande unikt med sin samling av homosexuell historia som sträcker sig tillbaka till 1780-talet. Berlin har en lång historia om homosexualitet som bland annat visas i museet.

## Historia
Grunden till bildandet av Schwules Museum var en mycket framgångsrik utställning om homosexualitet på Märkisches Museum år 1984, under namnet Eldorado. 1985 skapades organisationen Verein der Freunde eines Schwulen Museums in Berlin e.V. som öppnade ett gaymuseum på gatan Mehringdamm 61 i Kreuzberg.
Sedan december 2004 finns utställningen Selbstbewusstsein und Beharrlichkeit. 200 Jahre schwule Geschichte ("Självmedvetenhet och ihärdighet: 200 år av gay-historia") på museet. Om homosexuellas historia från år 1790 till 1990.
Museet har även flera temporära utställningar såsom t.ex. ("Goodbye to Berlin: 100 Years of the Gay Rights Movement" - 1997). Vidare finns material om homosexualitet från 1896 och framåt i form av bl.a. foton, videor, texter, filmer och konst samt 10 000 böcker om homosexualitet.
2013 flyttade museet till Lützowstrasse 73 i stadsdelen Tiergarten, inte alltför långt från gayområdet vid Nollendorfplatz.

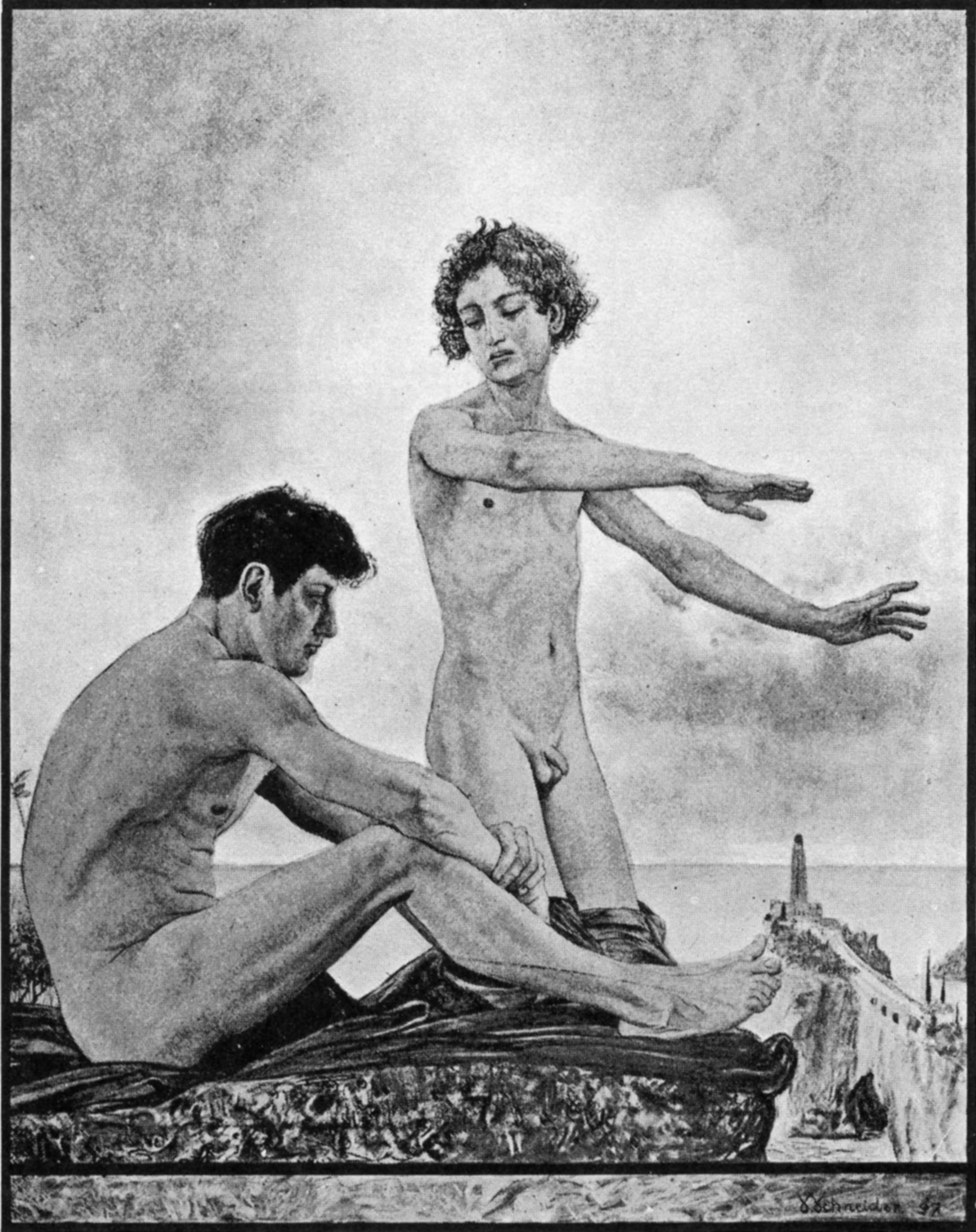
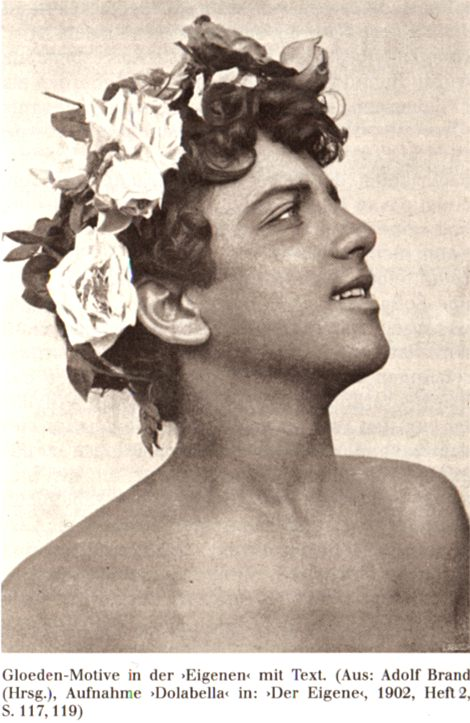
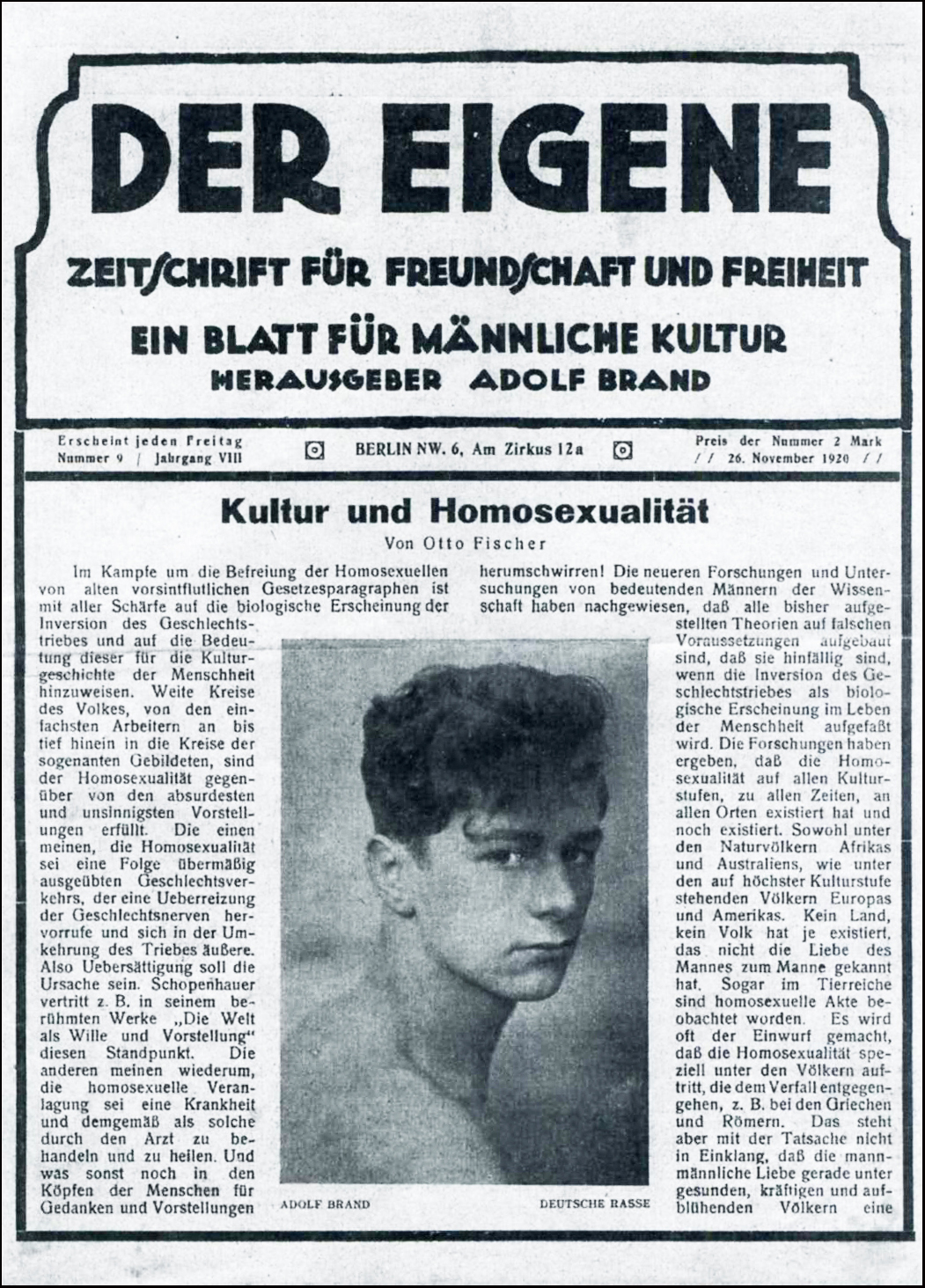